# Phare de Blacksod
Le phare de Blacksod est un phare situé à l'extrémité sud de la péninsule de Mullet, en baie de Blacksod près d'Erris dans le Comté de Mayo en Irlande. Le phare a été construit en 1864 à l'initiative des principaux marchands de Belmullet de cette époque. Il est exploité par les Commissioners of Irish Lights.

## Histoire
La maison-phare de Blacksod a été construite en 1864. C'est une maison en pierre de granit, non peinte avec une tour centrale de 12 mde haut. La lanterne est peinte en blanc. Une base d'hélicoptère attenante sert à la maintenance du phare de Black Rock et les phares d'Eagle Island. La maison est occupée par l'équipe technique du secteur.
Placée à la limite sud de la péninsule de Mullet, elle est accessible par la route, à environ 7 km d'Aughleam. Elle émet deux flashs blancs toutes les 7,5 secondes.
La station météréologique a joué un rôle important dans la prévision du temps pour le débarquement allié en Normandie, en juin 1944, en étant un des postes d'observation les plus avancés dans l'Atlantique, et, de ce fait, précurseur dans l'évolution du temps. Le colonel James Staag, chargé de la météo, a pu, sur ces bases, conseiller à Dwight Eisenhower de différer d'une journée le débarquement pour profiter d'une accalmie.